# آرثر مايرز
آرثر مايرز (بالإنجليزية: Arthur Myers)‏ هو سياسي نيوزلندي، ولد في 19 مايو 1868 في بالارات في أستراليا، وتوفي في 9 أكتوبر 1926 في لندن في المملكة المتحدة. حزبياً، نشط في الحزب الليبيرالي النيوزيلندي. وقد انتخب وزير المالية ‏ وانتخب عضو مجلس النواب النيوزيلندي.